# Симонян, Эрик
Эрик Симонян (арм. Էրիկ Սիմոնյան; 12 июня 2003 года, Ереван) — армянский футболист, защитник клуба «Урарту».

## Клубная карьера
Воспитанник академии «Урарту». За клуб дебютировал 20 июня 2020 года в последней игре сезона с «Пюником», выйдя в стартовом составе. За два года не пробился в основу, поэтому зимой 2022 года сменил клуб, перейдя в ЦСКА. Дебютировал 20 февраля в матче против «Нораванка», заменив на 92-й добавленной минуте Микаэла Мирзояна. Первый гол забил 25 августа 2023 года в ворота «Арарата». Зимой 2024 года вернулся в родной клуб, однако поначалу также не попадал в основу: первый матч после возвращения провёл только 3 апреля. В следующей игре, против своего предыдущего клуба, забил первый гол за «Урарту», принеся победу на 96-й добавленной минуте. В том сезоне дошёл до финала Кубка Армении, в серии пенальти «Урарту» проиграл «Арарат-Армении»; Симонян свой удар реализовал. В еврокубках дебютировал 11 июля в матче первого квалификационного раунда Лиги конференций против таллинского «Калева».

## Карьера в сборной
За сборную до 17 лет дебютировал 22 октября 2019 года в матче квалификации к Евро 2020 против сборной Шотландии, выведя команду на поле в качестве капитана. С капитанской повязкой выходил и на два других матча группы.
В сборную до 19 лет первый вызов получил 2 февраля 2021 года. Дебютировал 3 сентября в товарищеском матче против сборной Литвы, выйдя на поле в качестве капитана. В составе сборной участвовал в квалификации к Евро 2022.
За молодёжную сборную дебютировал 12 октября 2021 года в матче квалификации к Евро 2023 против сборной Северной Македонии. Единственный гол забил 2 июня в ворота того же соперника. В составе сборной участвовал в квалификации и к следующему Евро.
17 марта 2021 года получил первый вызов в первую сборную.

## Достижения
«Урарту»
- Финалист Кубка Армении: 2024